# Amalienbad

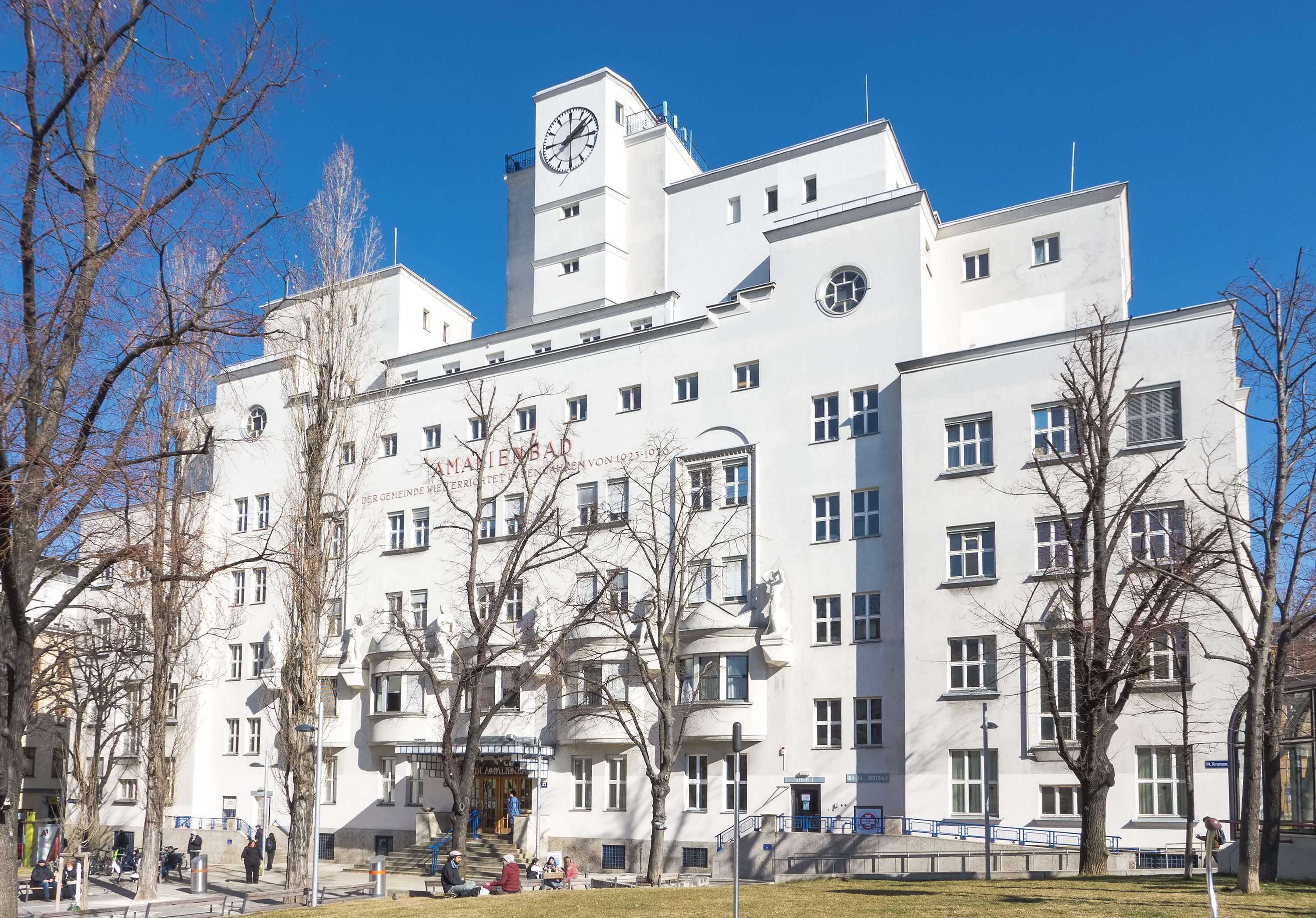
Amalienbad: Hauptfassade vom Reumannplatz aus gesehen

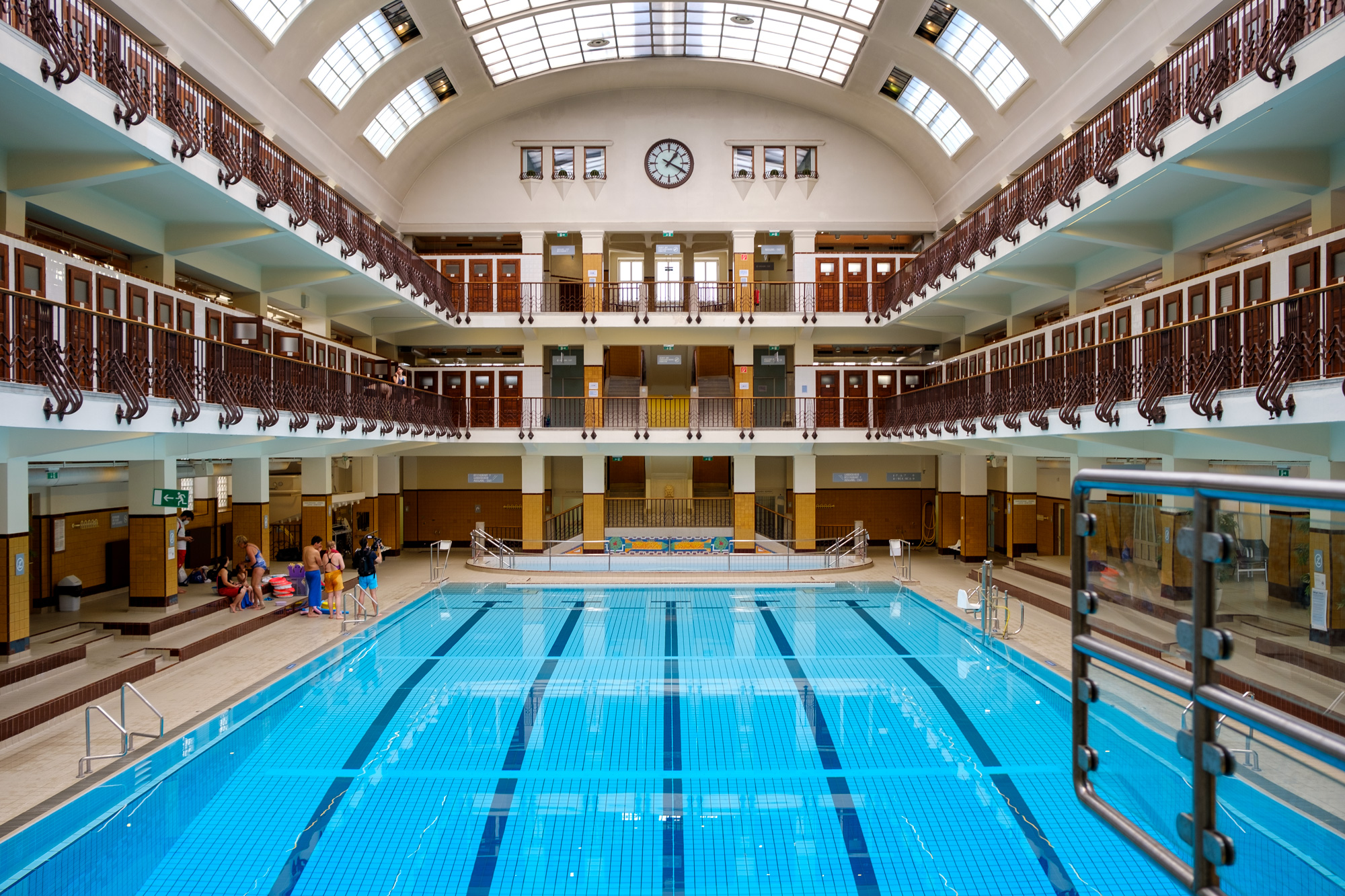
Das Amalienbad in 1100 Wien, vom Sprungturm aus gesehen

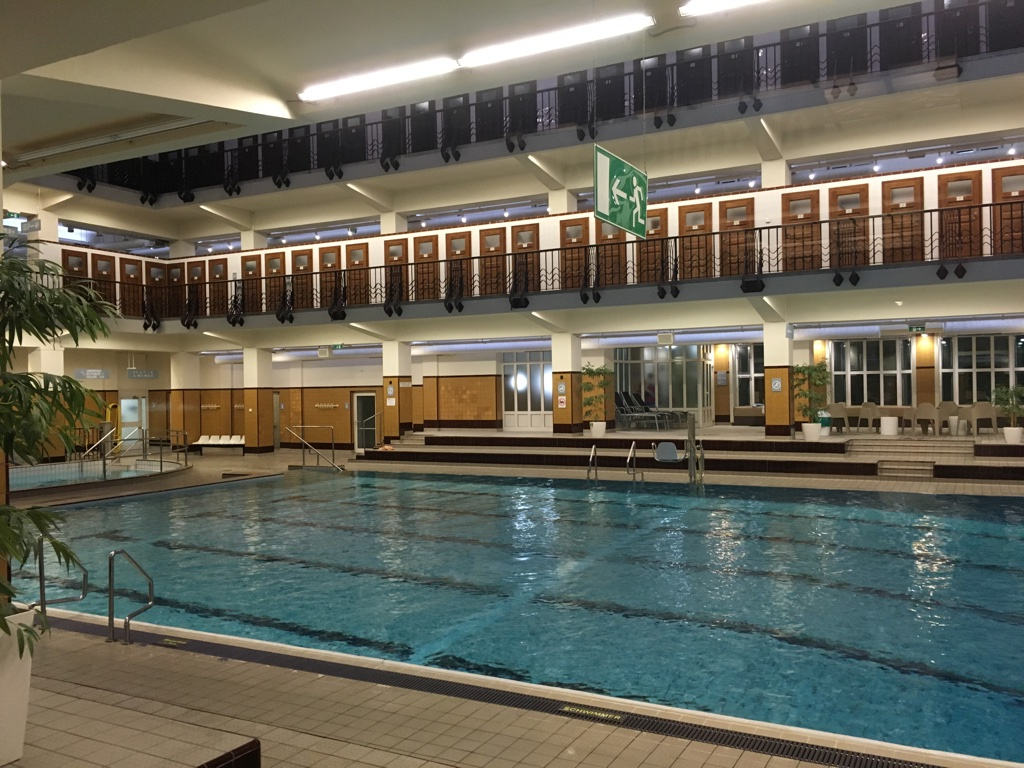
Innenansicht: Schwimmhalle mit zwei Stockwerken Kabinenbalkonreihen

Das Amalienbad in den 1920er Jahren

Das Amalienbad ist ein bekanntes städtisches Hallenbad am Reumannplatz 23 in Favoriten, dem 10. Wiener Gemeindebezirk.

## Geschichte
Das Amalienbad wurde in den Jahren 1923 bis 1926 von der Wiener Stadtverwaltung nach Plänen der Architekten Karl Schmalhofer und Otto Nadel erbaut und sei zu dieser Zeit „die größte und modernste Badeanstalt Mitteleuropas“ (AZ, 1926) gewesen. Die großen Skulpturen an der Fassade schuf Karl Stemolak, die keramische Innenausstattung stammt aus den kunstkeramischen Werkstätten der Brüder Schwadron. In architektonischer Hinsicht war das Bad an die Grundrisse römischer Thermen angelehnt. Die elegante Innenausstattung erfolgte im Art-déco-Stil. Die Schwimmhalle besaß neben Tribünen auch ein bewegliches Glasdach, das man in nur drei Minuten öffnen konnte. Neben dem Schwimmbecken umfasste die Anlage auch Heilbäder und bot für insgesamt rund 1.300 Besucher Platz.
Noch während der Bauzeit des Bades wurde der bisherige Bürgerplatz davor und nur wenige Wochen nach dem Tod von Jakob Reumann im Juli 1925, dem „ersten Arbeiterbürgermeister von Wien“, nach ihm umbenannt, wie die Arbeiter-Zeitung (AZ), das Zentralorgan der Sozialdemokratie Deutschösterreichs, nach der Eröffnung des Amalienbades im Juli 1926 verkündete: „Früher, da hießen in Favoriten die Plätze nach den Mitgliedern der Familie Habsburg, […]. Jetzt gibt es einen Viktor Adlerplatz, einen Reumannplatz und ein Amalienbad, das nicht nach einer Erzherzogin heißt, sondern nach einer Arbeiterin“, namentlich nach der im Jahr 1924 verstorbenen Favoritnerin und sozialdemokratischen Wiener Gemeinderätin Amalie Pölzer. Bürgermeister Karl Seitz eröffnete am 8. Juli 1926 „das Bad im Proletenviertel“ mit den Worten:

„Man hat gerade über dieses Bad sehr viel geredet und geschrieben, man hat vor allem gesagt, warum baut man dieses Bad weit draußen in einem Proletarierbezirk? Darauf antworte ich: Ja, just in diesem Proletarierbezirk haben wir dieses Bad gebaut, um inmitten dieser alten Häuser auch ein Stück Schönheit aufzubauen, weil wir wollen, daß Körperkultur in die breitesten Massen des Volkes dringe. Es soll hier deutlich gezeigt werden, daß der arbeitende Mensch der Luft, des Lichtes und des Wassers bedarf. Ich bedaure nur, daß Gemeinderätin Amalia  [ sic! ] Pölzer, die Frau unseres Abgeordneten, nach der das Bad benannt ist, den heutigen Tag nicht mehr erlebt hat.“

Im Zweiten Weltkrieg wurde das Bad schwer beschädigt und nur noch in einer Sparvariante wieder aufgebaut. In den Jahren 1979 bis 1986 fand eine umfangreiche Generalsanierung statt.

## Infrastruktur
Das Amalienbad ist in die Bereiche Schwimmhalle, Sauna, Brausebad und Sonnenbad untergliedert. Die Schwimmhalle umfasst ein Sport- und Bahnen-Schwimmbecken im Ausmaß von 33,3 × 12,5 Meter und einer Tiefe von 1,25 bis 4,85 Meter sowie ein Kinderbecken. Der Sprungturm ist ausschließlich nur Schulen und Vereinen zugänglich. Im Saunabereich stehen die gängigen Saunaangebote inklusive Whirlpool und Infrarotkabine zur Verfügung. Im weiteren Angebot finden sich ein vereinfachter Spa-Bereich sowie die Gastronomie mit Restaurant und Saunabuffet.
Darüber hinaus sind in dem Gebäudekomplex ein Ambulatorium für physikalische Therapie sowie die Magistratsabteilung 44, „Wiener Bäder“, angesiedelt.